# Вельопольські

Герб Стариконь.

Вельопо́льські (пол. Wielopolski, Wielopolscy) — польський шляхетський рід гербу Стариконь. У XVII i XVIII століттях стали магнатами, володіли маєтками і займали важливі державні посади у Речі Посполитій. 1656 року гілка роду отримала титул графів Священної Римської імперії. З 1729 року ординати пінчовські з роду Вельопольських вживали титул міровських маркграфів. Мали шлюбні зв'язки із родами Тарло, Любомирськими, Яблоновськими, Потоцькими, Сулковськими.

## Представники
- Францішек Вєльопольський (1732—1809) — граф на Пєсковій Скалі та Живцю, маркграф на Мірові, X ординат Ординації Мишковських; маршалок надвірний коронний, перший президент Кракова.
- Ян Вельопольський (1630—1688) — великий канцлер коронний (1678—1688).